# レベッカ・リー・クランプラー
レベッカ・リー・クランプラー（Rebecca Lee Crumpler、1831年2月8日 - 1895年3月9日）は、アメリカ合衆国の医師、看護師である。
1864年に、アフリカ系アメリカ人女性では初めて医学博士となった。アフリカ系アメリカ人女性であるクランプラーは、激しい人種差別と性差別の両方を受けていた。当時、男女の平均的な脳の大きさの差により男女の能力の差が説明できると多くの男性が信じていた。そのため、多くの男性医師はクランプラーの言うことを尊重せず、クランプラーの処方を承認しなかった。

## 若年期と教育
1831年2月8日、デラウェア州クリスティアナでレベッカ・デイヴィス(Rebecca Davis)として生まれた。その後、ペンシルベニア州に住む叔母のもとで育てられた。叔母は近隣の病人の世話をしており、その影響でクランプラーは医学の道を志した。

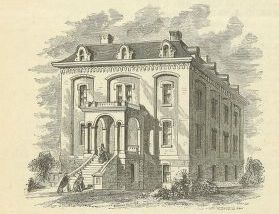
ニューイングランド女子医科大学（1860年）

1852年にマサチューセッツ州ボストンのチャールズタウンに移り住んだ。クランプラーは1855年から1864年まで看護師として働いた。1860年にニューイングランド女子医科大学の入学試験を受け、合格した。学費は、ウーバンの実業家ジョン・ウェイドの遺産によって設立されたウェイド奨学金から得た。
19世紀半ばにおいて、女性や黒人が医学部に入学するのは稀なことだった。1860年、南北戦争の退役軍人のための医療の需要の高まりにより、女性が医師になる機会が増大した。クランプラーは、医師の見習いの時代に、その腕を見込まれて、指導医師から同大学への入学の推薦を受けた。この年の時点で、アメリカには54,543人の医師がいて、そのうち300人が女性だったが、アフリカ系アメリカ人女性の医師は一人もいなかった。クランプラーは同大学初のアフリカ系アメリカ人学生だった。
クランプラーは3年間の課程と論文提出、および1864年2月の口頭試験を経て、1864年に同大学を卒業した。1864年3月1日、同大学理事会はクランプラーに医学博士号を授与した。クランプラーは同大学唯一のアフリカ系アメリカ人の卒業生であり、正式な訓練を受けて医師になった初のアフリカ系アメリカ人女性である。

## キャリア
医師となったクランプラーは、まずボストンで、主に貧しいアフリカ系アメリカ人の女性や子供の治療を行った。1865年に南北戦争が終結すると、アメリカ連合国の首都だったバージニア州リッチモンドに移った。これが、宣教活動を行うとともに、女性や子供が罹患する病気についてより多くの経験を積むことができると考えたからである。クランプラーは解放黒人局に勤務し、白人医師から治療を拒否された解放奴隷に対して医療を提供した。解放黒人局ではオーランド・ブラウン副総監の下で働いた。クランプラーは解放黒人局職員や他の医師たちからも激しい人種差別を受けた。処方箋を記入してもらうのも困難を極め、男性医師からは無視された。クランプラーの名前の後ろに記されたM.D.は"Mule Driver"（騾馬の御者）の略だと馬鹿にする者もいた。
クランプラーは、アフリカ系アメリカ人のコミュニティが形成されているボストンのビーコンヒルにあるジョイ・ストリート67番地に引っ越した。そこでクランプラーは、医療費の支払いができない子供に対しても医療を提供した。

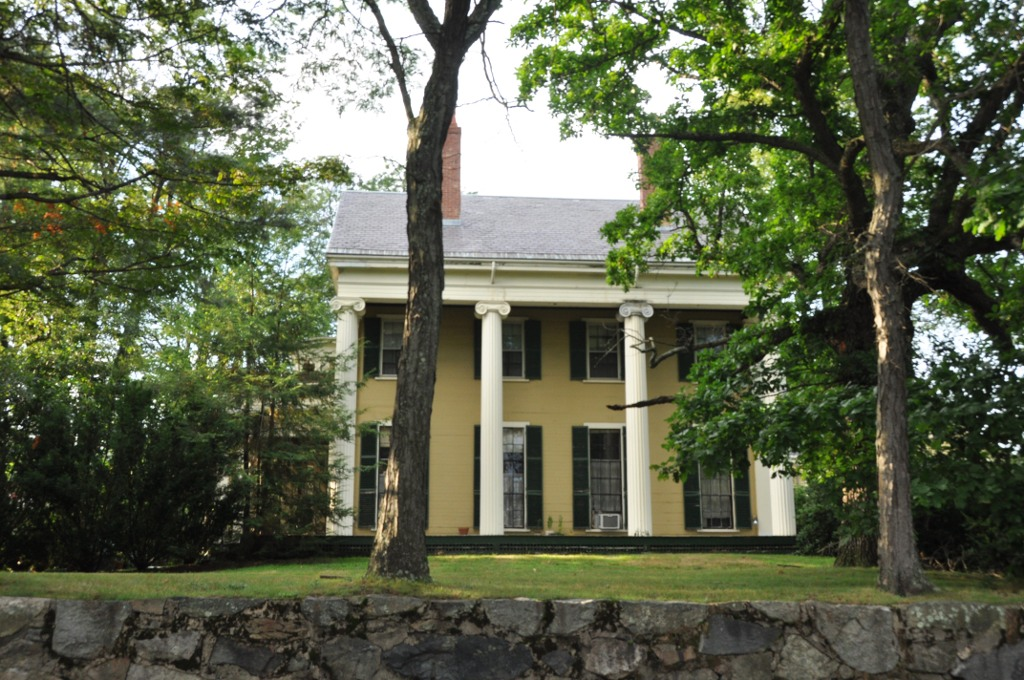
当時ウェスト・ニュートン・イングリッシュ・アンド・クラシカル・スクールが置かれていたナサニエル・トップリフ・アレン邸

1860年、クランプラーは、勤務医からの推薦によりマサチューセッツ州のエリート校であるウェスト・ニュートン・イングリッシュ・アンド・クラシカル・スクールに「数学の特待生」として入学した。その後、1874年からはデラウェア州ウィルミントンで、1876年からはデラウェア州ニューキャッスルで教鞭をとった。

### A Book of Medical Discourses

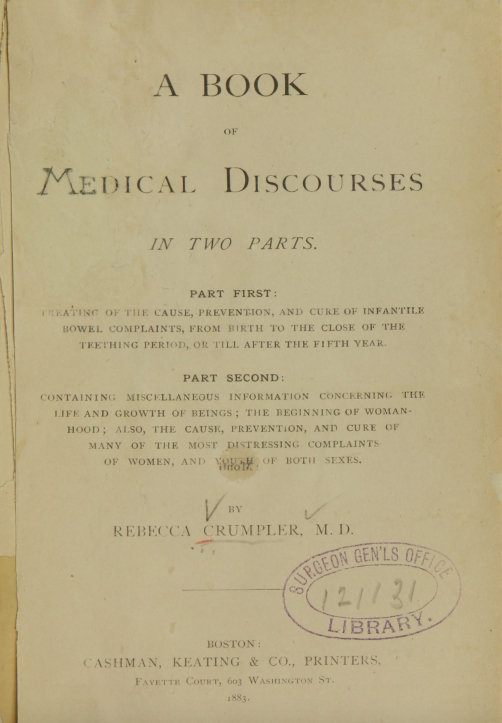
クランプラーの1883年の著書"A Book of Medical Discourses"

1883年、クランプラーは、医師のキャリアの中で書き留めたメモを元に"A Book of Medical Discourses"（医学談話集）を出版した。看護師と母親を対象として書かれ、女性と子供の医療に焦点を当てていた。この本においてクランプラーは「予防の可能性」について強調した。そのため、看護師を志望する者に対しては、その前に人体の構造のメカニズムを学び、命を守ることができるようになるべきだと勧めた。クランプラーは、ほとんどの看護師はこのことに同意せず、全ての病気には原因があり、それを取り除くことは看護師にもできるということを忘れがちであると述べた。本書は、ホメオパシーの影響を受けていると思われる女性と子供の健康に主眼が置かれているが、彼女たちが受けている治療がホメオパシーであることを本書の中で明言はせず、別の治療のコースを勧めた。本書では、薬が有害である可能性には触れず、標準的な薬の使用量について述べた。
本書は2つのセクションに分かれている。第1部は、歯が生え始める頃から5歳頃までに起こりうる腸の問題の予防と緩和について書かれている。第2部では、生物の生命と成長、女性の成熟の始まり、両性の苦痛を与えるような病気の予防と治療を主に取り上げている。
本書は医学的なアドバイスに重点を置いているが、政治的、社会的、道徳的な解説を含むクランプラーの自伝的な内容も盛り込まれている。特に第1章では、女性が何歳のときにどのように結婚に踏み切るべきかについての医学的観点ではないアドバイスや、幸せな結婚生活を送るための男女双方へのアドバイスも含まれている。
本書の中でクランプラーは、自身が医学の道を志し、医師になるに至った経緯を次のように述べている。
ここで次のことを述べておきたい。私はペンシルベニアで親切な叔母に育てられ、その叔母は常に病人のために尽くしており、私も早くから人の苦しみを和らげたいと思うようになり、あらゆる機会をうかがっていた。その後、私はできる限り看護を仕事にし、様々な医師の下で8年間働いた。その間、私はマサチューセッツ州ミドルセックス郡チャールズタウンで下宿していた。私はこれらの医師たちからニューイングランド女子医科大学への推薦状を受け取り、4年後に医学博士の学位を取得した。

## 私生活
レベッカ・デイヴィス（当時）がチャールズタウンに住んでいた時に、バージニア州出身で元奴隷のワイアット・リー(Wyatt Lee)と出会い、1859年4月19日に結婚した。ワイアットにとっては2度目の結婚だった。その1年後、ワイアットの連れ子のアルバートが7歳で亡くなった。この経験が、レベッカがその後看護の勉強を始めるきっかけになった可能性がある。レベッカが医科大学に在学中の1863年4月18日、ワイアットが結核で亡くなった。ワイアットの遺体はボストンのマウントホープ墓地に埋葬された。翌1864年3月にレベッカは大学を卒業した。学位記には"Mrs. Rebecca Lee"（ミセス・レベッカ・リー）と記載されている。

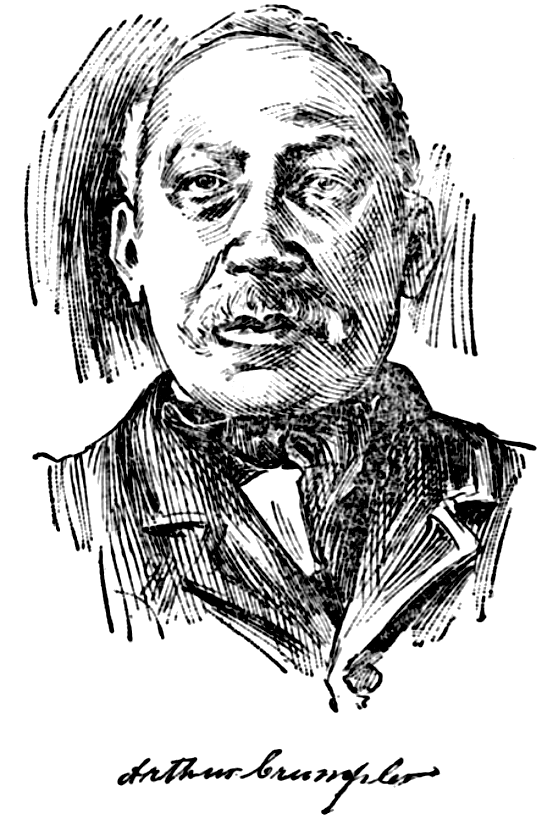
アーサー・クランプラーの肖像画（1891年頃）

レベッカは1865年5月24日にニューブランズウィック州セントジョンでアーサー・クランプラー(Arthur Crumpler)と結婚した。アーサーもまた元奴隷で、バージニア州サウサンプトン郡の雇い主から逃げてきた。アーサーは1824年に、奴隷のサミュエル・クランプラーの息子として生まれた。クランプラーの一家は大地主ロバート・アダムスの隣地に住んでいた。アダムスが亡くなると、アーサーの家族は売られ、当時9歳のアーサーは元の雇い主ロバート・アダムスの息子のジョン・アダムスが購入した。アーサーは、1人の妹以外の家族の行方を知らなかった。南北戦争のとき、アーサーは北軍のモンロー砦に鍛冶屋として従軍した。1862年にマサチューセッツ州に行き、ウェスト・ニュートン・イングリッシュ・アンド・クラシカル・スクールの創設者、ナサニエル・アレンに引き取られた。そこで、同校の生徒だったレベッカと出会った。
クランプラー夫妻はボストンにある第12バプテスト教会における活発な信者であり、アーサーは評議員を務めていた。2人はボストンのガーデン・ストリート20番地に住んでいた。1870年12月中頃にリジー・シンクレア・クランプラーという娘が生まれたと記録があるが、その後2人が娘と住んでいたという記録がないため、リジーは乳幼児期に死亡したものと見られる。
クランプラーは、1875年にマサチューセッツ州選出上院議員で反奴隷制運動の指導者だったチャールズ・サムナーが死去した時に、葬儀において弔辞を述べた。
1880年までに、クランプラー夫妻はボストンのハイドパークに引っ越した。
クランプラーのものであると確認されている写真や肖像画などは存在しない。『ボストン・グローブ』紙はクランプラーについて、「非常に愉快かつ知的な女性で、教会に不屈の奉仕をしている。クランプラー博士は59歳か60歳で、背が高く背筋が伸びており、肌は褐色で髪は白い」と書いている。結婚についてクランプラーは、結婚を成功させる秘訣は「恋人のときの慎重な習慣を、2人がよく理解し合えるようになるまで続けること」だと語った。
レベッカ・クランプラーは1895年3月9日、ハイドパークの自宅で死去した。夫のアーサーは1910年5月に死去し、2人とも自宅近くのフェアビュー墓地に埋葬された。子供のいなかったクランプラー夫妻は、当初無縁墓に埋葬されていた。死後125年経った2020年7月16日、フェアビュー墓地において、クランプラー夫妻のための花崗岩製の墓石の献納式が行われた。この墓石は、ハイドパーク図書館友の会会長のヴィッキー・ガルらが行った募金によって作られたものである。

## 死後
アフリカ系アメリカ人女性のための初の医学会は、「レベッカ・リー・ソサエティ」と名付けられた。
ボストンのジョイ・ストリート67番地のクランプラーの家はボストン女性遺産トレイルに指定された。
2019年、バージニア州知事で医師のラルフ・ノーサムは、3月30日の「全米医師の日」を「レベッカ・リー・クランプラー博士の日」と宣言した。